# Viriat
Viriat (frankoprovansalsko Veriat) je naselje in občina v jugovzhodnem francoskem departmaju Ain regije Rona-Alpe. Leta 1999 je naselje imelo 5.288 prebivalcev.

## Geografija
Kraj se nahaja v pokrajini Bresse 6 km severno od Bourga.

## Administracija
Viriat je sedež istoimenskega kantona, v katerega so poleg njegove vključene še občine Buellas, Montcet, Polliat, Saint-Denis-lès-Bourg in Vandeins s 14.515 prebivalci.
Kanton je sestavni del okrožja Bourg-en-Bresse.

## Zgodovina
Naselbina sega nazaj še v galsko obdobje. V zapisih se pojavi ime Viriacus v 12. stoletju, nanašajoč se na cerkev in samostan.